# 索维科
索维科（義大利語：Sovico）是意大利北部伦巴第大区蒙扎和布里安扎省的市镇，在米兰东北部约20 km。截至2004年12月31日，当地人口7,329，面积3.2 km²。
索维科与下列市镇相邻：特留焦、阿尔比亚泰、马凯廖及利索内。